# Westhausen (Remscheid)
Westhausen ist ein Stadtteil der Stadt Remscheid im Bergischen Land. Er liegt im südwestlichen Teil der Stadt. Der ursprüngliche Ortskern liegt auf dem Gebiet der heutigen Straßen Westhausen und Unterwesthausen.

## Lage und Einordnung

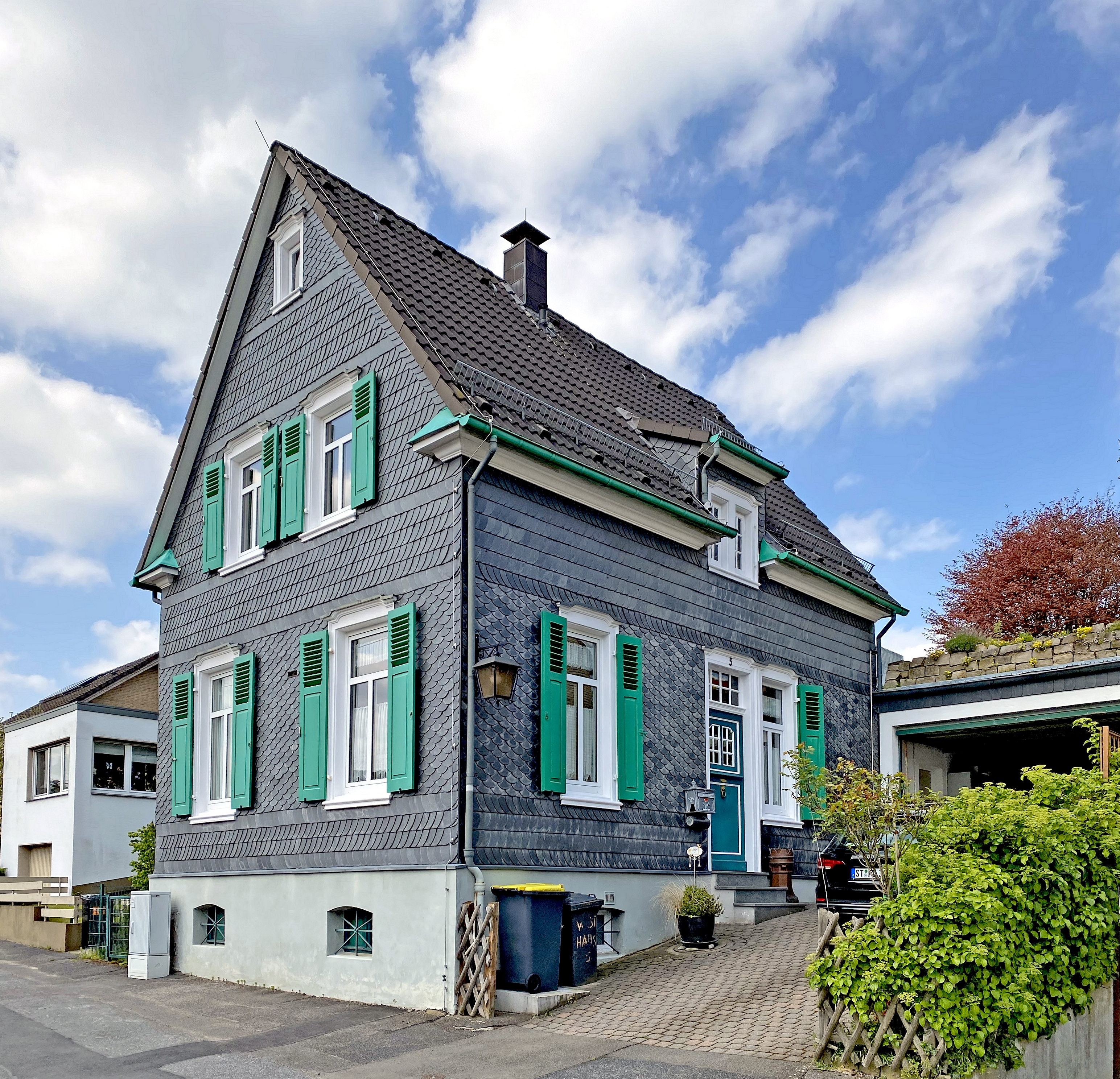
Westhausen 5

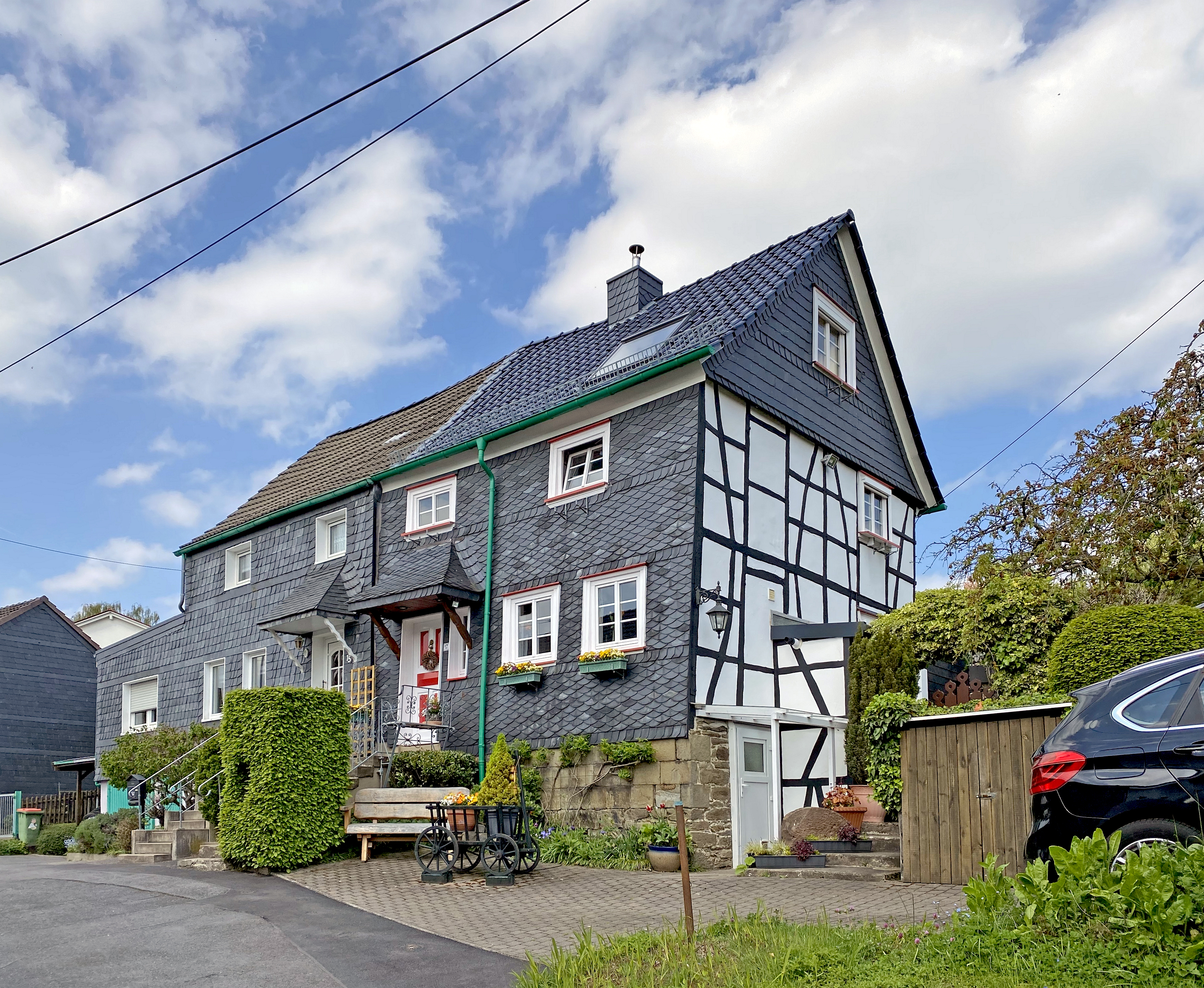
Westhausen 15–17

Westhausen gehört verwaltungsmäßig zum Stadtbezirk Alt-Remscheid. Zum Stadtteil Westhausen gehören der Wohnplatz Küppelstein und die Bodelschwingh-Siedlung. Südlich und westlich schließt sich die Stadt Solingen, südöstlich die Stadt Wermelskirchen, nördlich der Stadtteil Reinshagen an. Auf einer Fläche von 203 ha wohnen in Westhausen 882 Einwohner (Stand: 31. Dezember 2021). Die Bebauung macht etwa 0,3 km² aus, der Rest (2,7 km²) sind Waldgebiete.

## Geschichte und Gliederung

### Westhausen
Westhausen wurde 1366 zum ersten Mal als Westhusen schriftlich erwähnt. Weitere Nennungen folgen 1369, 1469 und 1487 (alle Westhusen); 1441 (Westhussen) und 1513 (Westhuyßen und Westhuysen). In der Nähe des Hofes Westhausen befand sich bis zu Beginn des 18. Jahrhunderts ein Siechenhaus. Ein Beschluss der Regierung in Düsseldorf vom 26. Januar 1712 verfügte, dass alle Siechenhäuser abgerissen werden sollten und keine neuen erbaut werden dürfen. Westhausen gliederte sich bis in das 20. Jahrhundert hinein in die Wohnplätze
Oberwesthausen 51° 8′ 52,6″ N, 7° 8′ 52,5″ O
Unterwesthausen 51° 8′ 50,4″ N, 7° 8′ 58,8″ O
Hinterwesthausen 51° 8′ 57,1″ N, 7° 9′ 2,2″ O

### Küppelstein
Der Hof Küppelstein wird 1369 erstmals schriftlich erwähnt (Kuppelstein). Weitere Nennungen: 1441 (Kuppelsteyn), 1516 (Kyppelstein), 1568 (Küppelstein). Das Schloss Küppelstein lag nördlich des heutigen Ortsteils Küppelstein. 51° 9′ N, 7° 8′ O

### Breitenplatz
Nördlich von Westhausen lag an der heutigen Westhauser Straße der Wohnplatz Breitenplatz. Der Wohnplatz ist auf der Karte des Carl Friedrich von Wiebeking aus dem Jahr 1789 und auf einem Stadtplan von 1930 verzeichnet. 51° 9′ 2″ N, 7° 8′ 58,1″ O

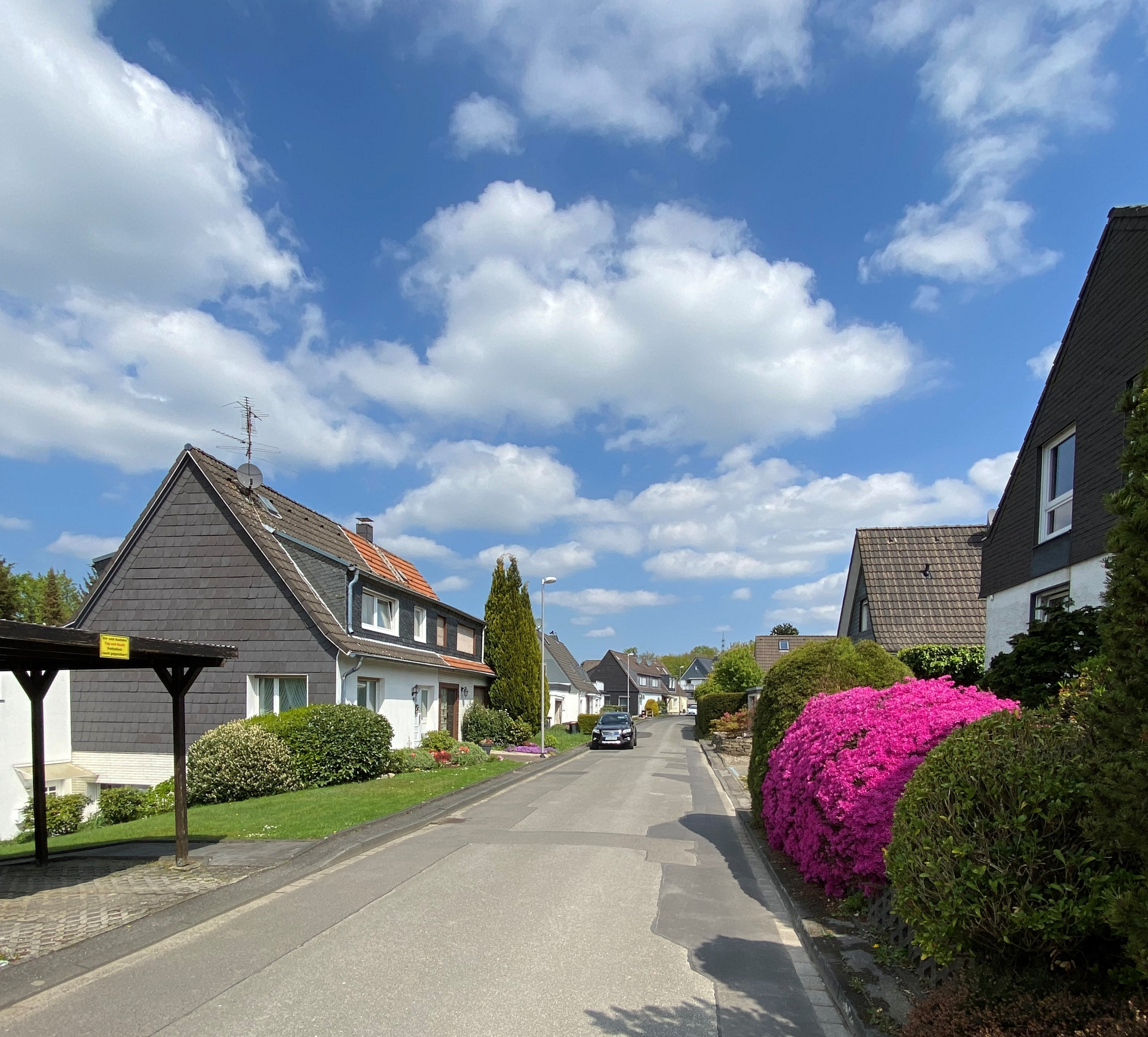
Von-Bodelschwingh-Siedlung Westhausen

### Von Bodelschwingh-Siedlung
Die Von-Bodelschwingh-Siedlung ist keine historische Siedlung, sondern wurde erst im 20. Jahrhundert gebaut. Sie entstand in vier Bauabschnitten von 1932 bis 1959 unter Anleitung von Pfarrer Gustav von Bodelschwingh. 51° 9′ N, 7° 9′ O

## Landschaft
Westhausen liegt auf einem von Nord nach Süd verlaufenden Bergrücken, der bebaute Teil liegt auf 200–244 m Höhe. Der Bergrücken wird von 100 bis 150 Meter tiefen, steil eingeschnittenen Tälern umgeben. Die nördliche Grenze zu Reinshagen bildet die Bahnstrecke Solingen–Remscheid. Östlich fließt der Eschbach mit den Nebenbächen Kellershammer Bach und Westhauser Bach, westlich die Wupper mit den Zuflüssen Schildsiepen und Küppelsteiner Bach. Große Teile des umgebenden Waldes sind als Naturschutzgebiet ausgewiesen.

## Sehenswürdigkeiten und Gebäude

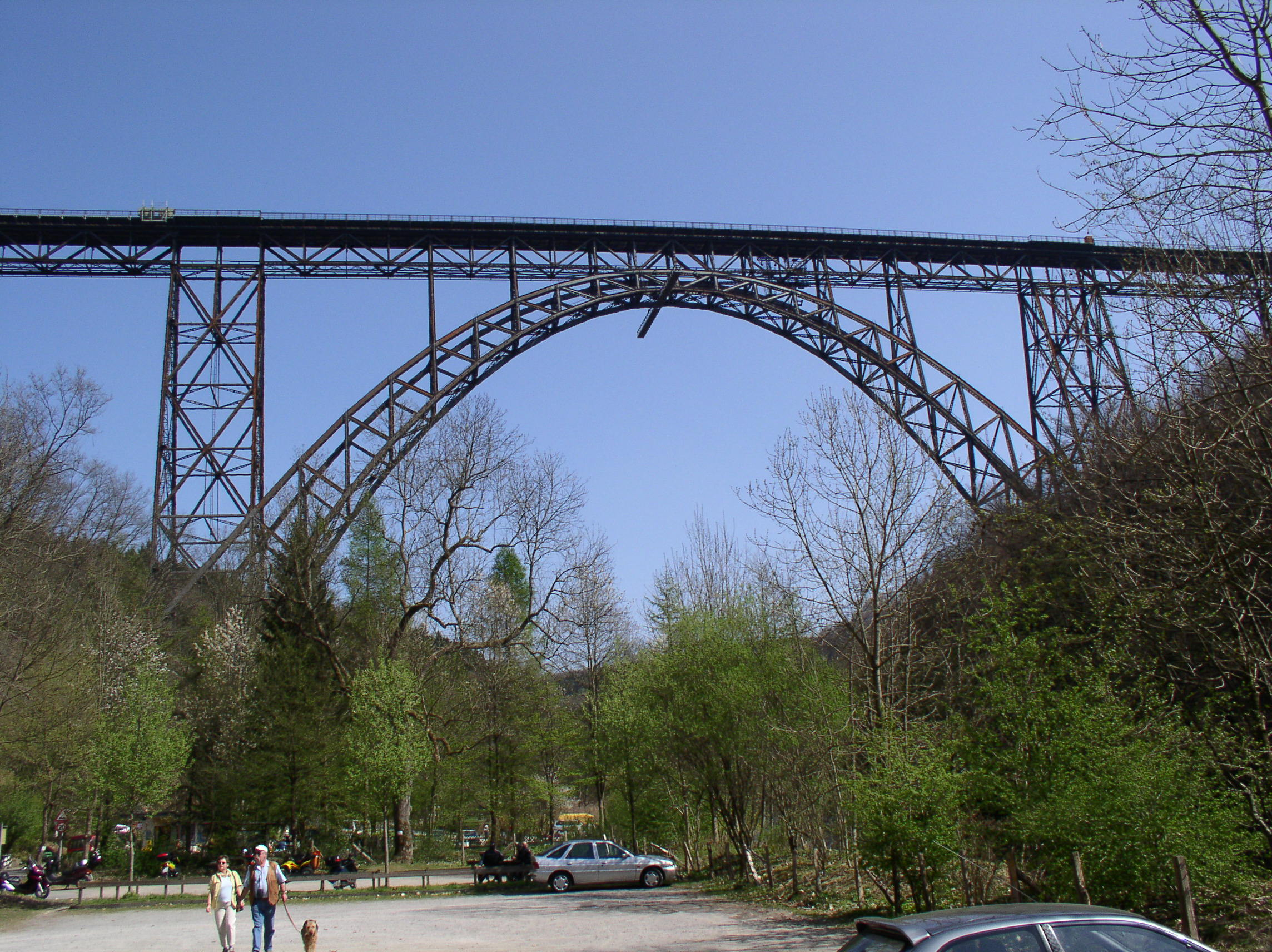
Müngstener Brücke

Die 1897 erbaute Müngstener Brücke liegt auf dem Gebiet des Stadtteils. Die Akademie der Kulturellen Bildung des Bundes und des Landes NRW (ehemals Akademie Remscheid) befindet sich ebenfalls in Westhausen (Küppelstein). Die Hofschaft Küppelstein zeigt noch ein ursprüngliches Bebauungsbild mit 4 Fachwerkhäusern, die unter Denkmalschutz stehen: Haus 11, das Doppelhaus 13/15 und Haus 21. Auf Westhausen ist das Fachwerkhaus Nr. 24 ebenfalls ein Baudenkmal.

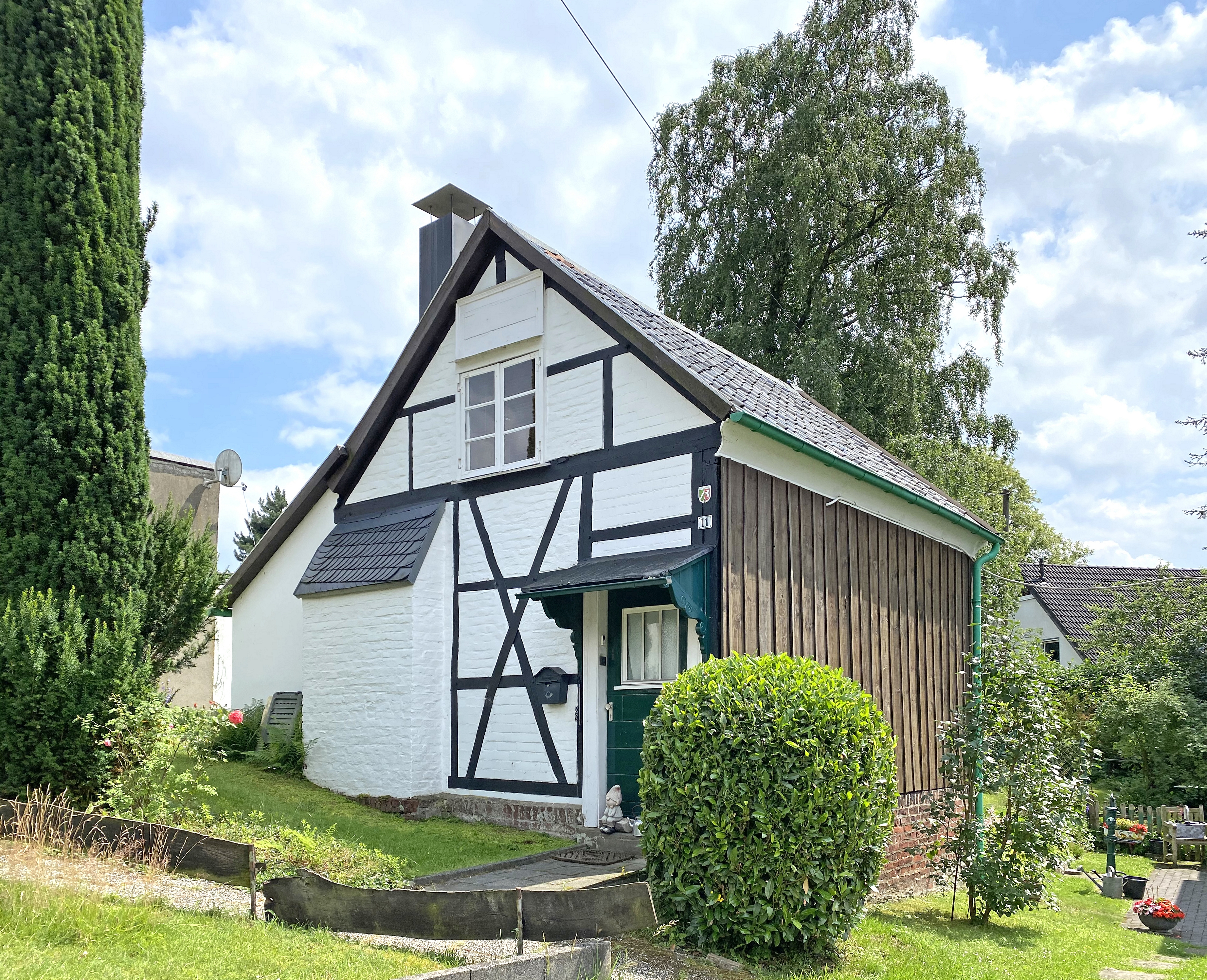
Baudenkmal Küppelstein 11
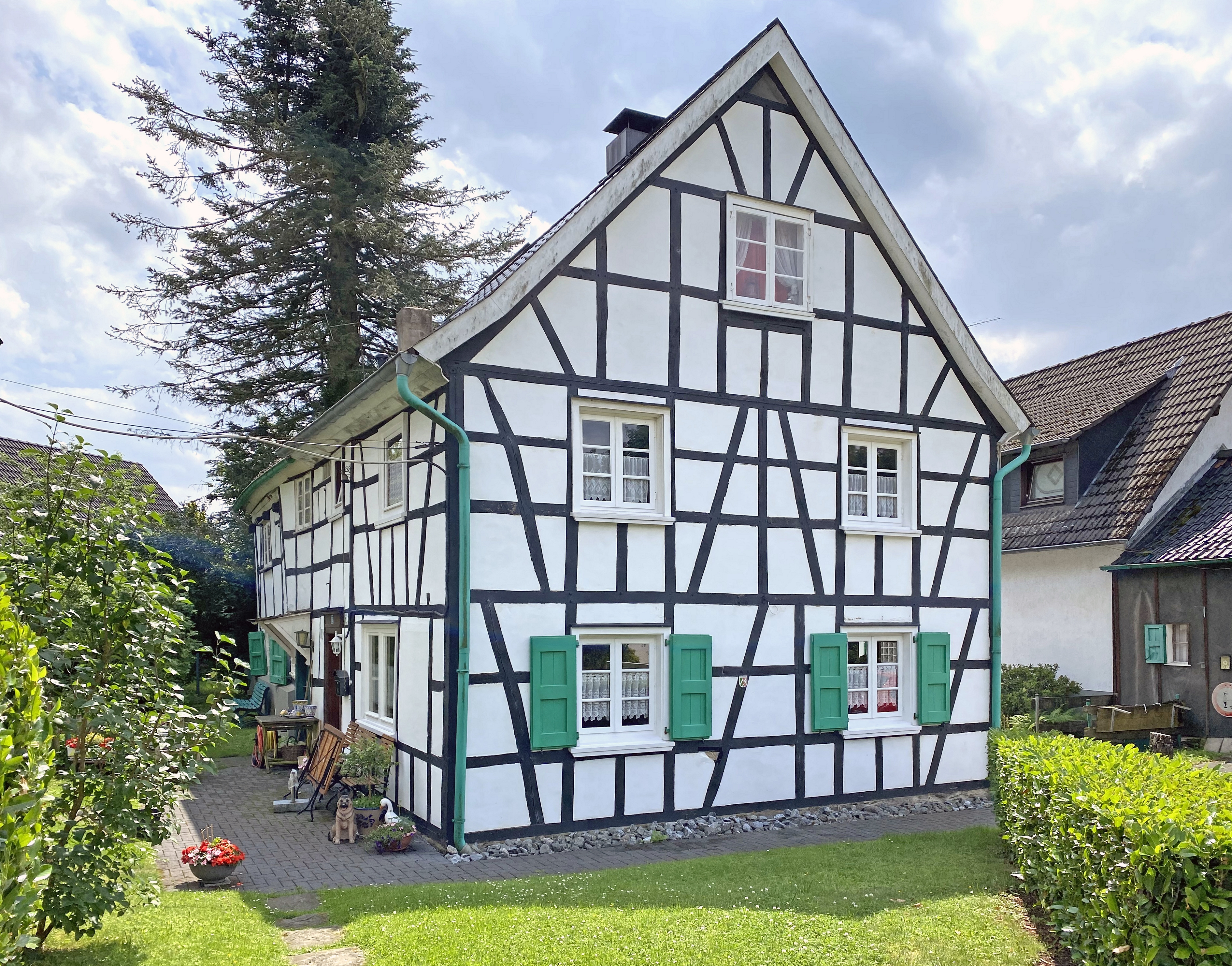
Baudenkmal Küppelstein 13/15
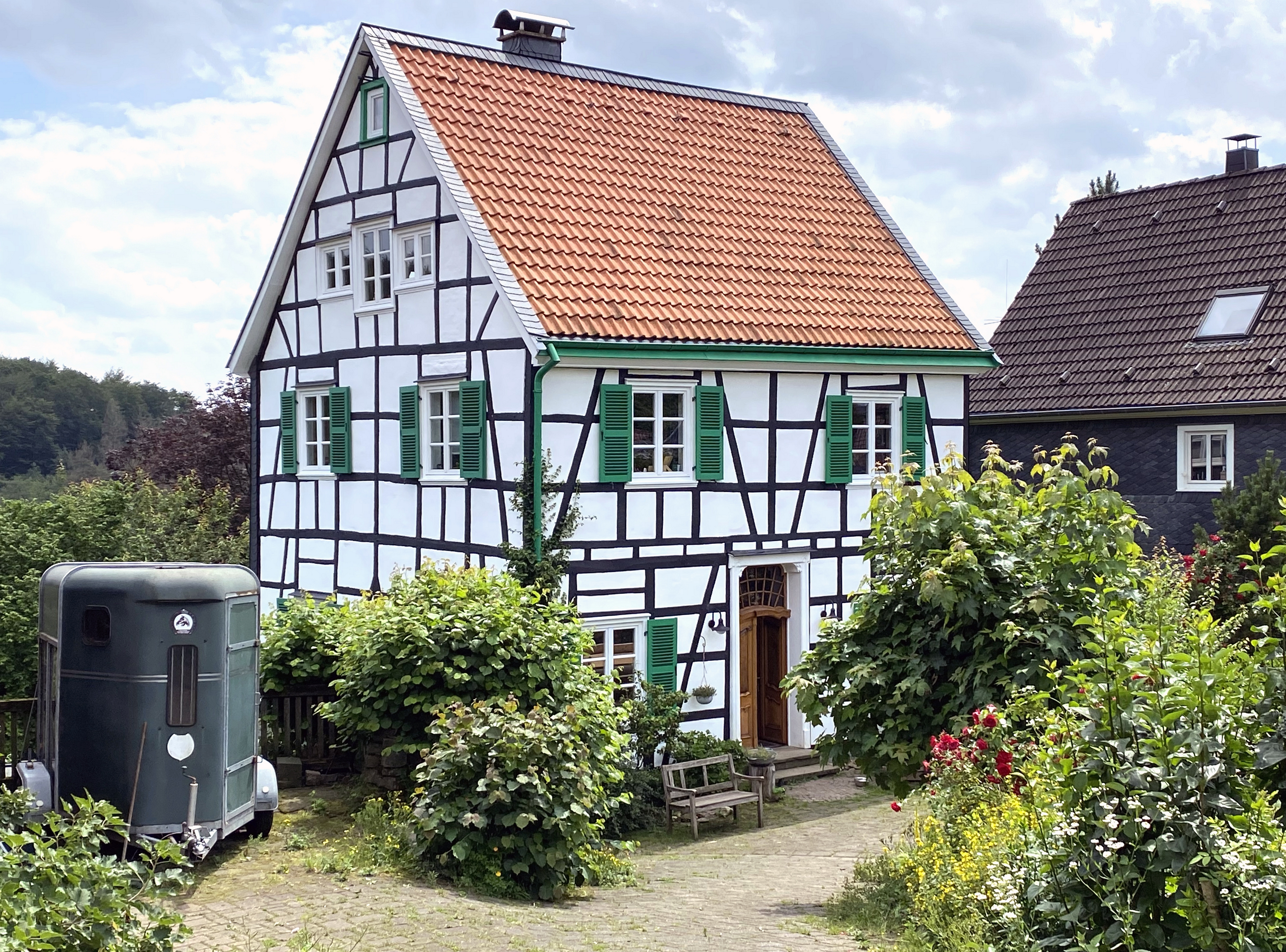
Baudenkmal Küppelstein 21
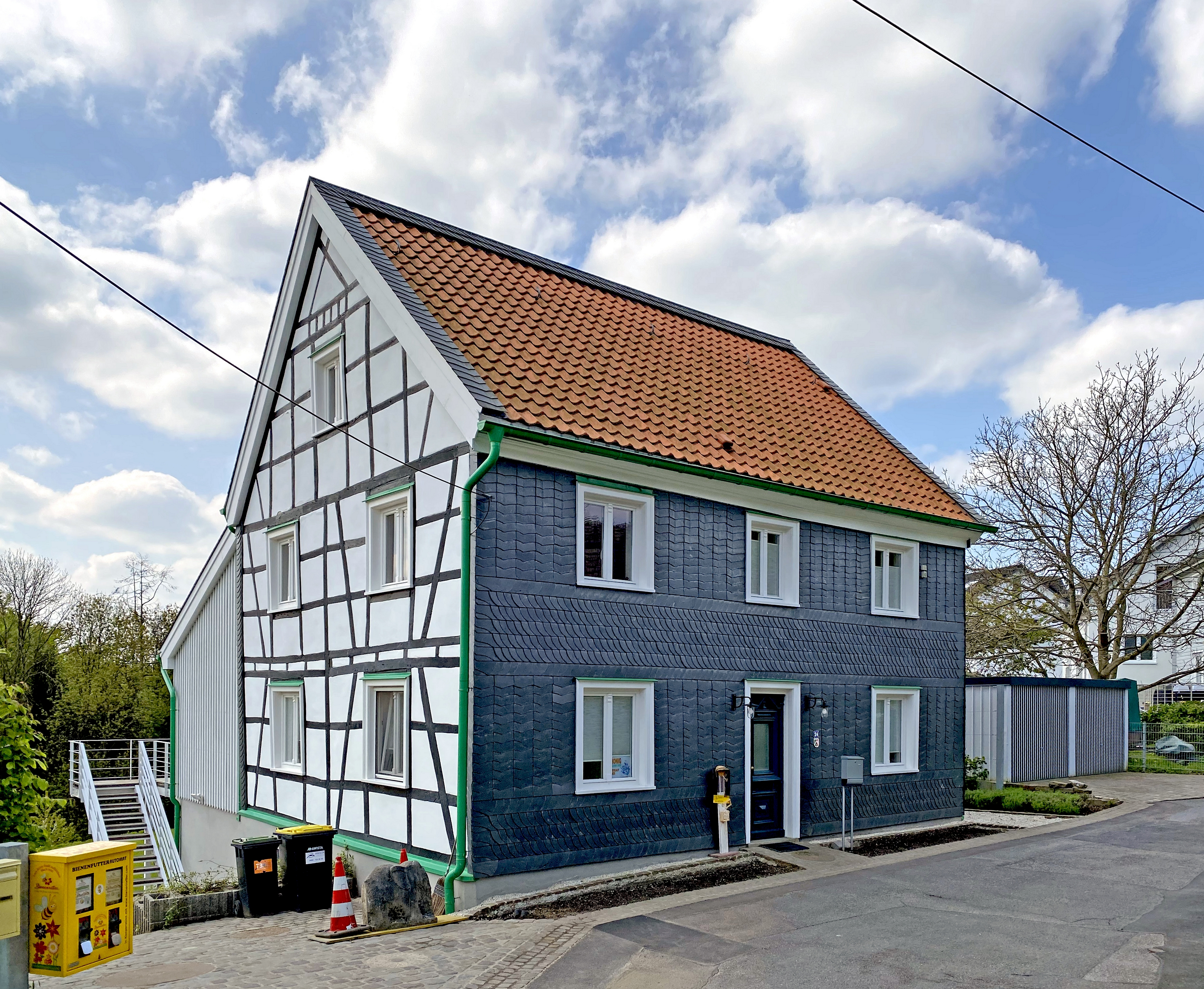
Baudenkmal Westhausen 24

## Infrastruktur
Der Hauptstraßenzug (die Westhauser Straße) führt als Landesstraße 154 vom Solinger Stadtteil Burg im Eschbachtal auf den Bergrücken und trifft in Vieringhausen auf die B 229.
Der VRR betreibt die Buslinien 654, NE13 und NE 18, der nächste Bahnhof ist Remscheid-Güldenwerth (S-Bahnlinie S 7, Der Müngstener).